# Kriegsgräberstätte Dahnen

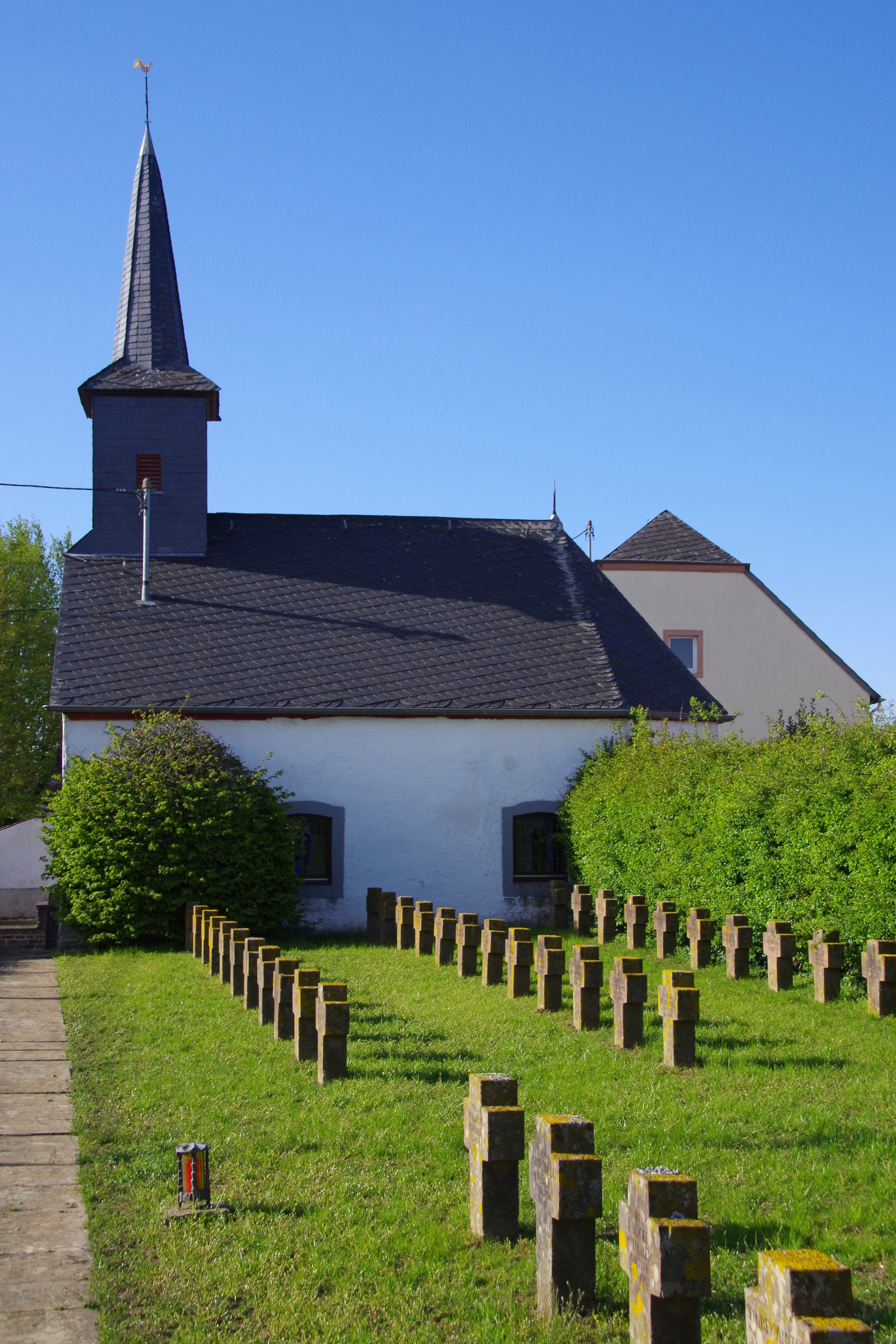
Ehrenfriedhof Dahnen

Die Kriegsgräberstätte Dahnen ist ein Ehrenfriedhof in der Ortsgemeinde Dahnen im Eifelkreis Bitburg-Prüm in Rheinland-Pfalz.

## Geographische Lage
Der Ehrenfriedhof befindet sich an der Ecke Hauptstraße / Daleidenerstraße direkt an der Kapelle St. Kosmas und Damian in der Ortsgemeinde Dahnen. Das Gelände liegt zentral im Ort, unmittelbar an der Landesstraße 1.

## Geschichte
Die Ortsgemeinde Dahnen hat am 29. Dezember 1952 beschlossen, den Ehrenfriedhof an der Kapelle auszubauen. Im Jahre 1953 erfolgte dann die Einweihung.
Die Kriegsgräberstätte umfasst insgesamt 62 Gräber deutscher Soldaten, die bei der Ardennenoffensive sowie beim Vormarsch der Amerikaner in den Jahren 1944 und 1945 gefallen sind. Alle hier beerdigten Soldaten starben in Dahnen sowie auf dem sogenannten Dahner Bann.
Der Ehrenfriedhof besitzt zudem ein zentrales Kreuz, welches durch die überlebenden Kameraden der Gefallenen noch während des Krieges errichtet wurde. Es handelt sich um ein Schaftkreuz aus Sandstein, bestehend aus einem Sockel, dem Schaft mit einer ausführlichen Inschrift sowie einem Abschlusskreuz mit Corpus.